# Gabriel Valentin
Gabriel Gustav Valentin (ur. 8 lipca 1810 we Wrocławiu, zm. 24 maja 1883 w Bernie) – niemiecki fizjolog.
Studiował na Uniwersytecie we Wrocławiu, tytuł doktora medycyny otrzymał w 1832. W 1836 został profesorem fizjologii na Uniwersytecie w Bernie.

## Wybrane prace
- Handbuch der Entwicklungsgeschichte des Menschen, mit Vergleichender Rücksicht der Entwicklung der Säugethiere und Vögel. Berlin and Paris, 1835
- Ueber den Verlauf und die Letzten Enden der Nerven. Bonn, 1836
- Ueber Mechanik des Blutumlaufs. Leipzig, 1836
- De Functionibus Nervorum Cerebralium et Nervi Sympathici. Bern, 1839
- Lehrbuch der Physiologie des Menschen. Braunschweig, 1844, 2d ed. 1847-1850
- Grundriss der Physiologie des Menschen. Braunschweig, 1846, 4th ed. 1854
- Der Einfluss der Vaguslähmung auf die Lungen und Hautausdünstung. Frankfurt am Main, 1857
- Die Untersuchung der Pflanzen- und Thiergewebe im Polarisierten Licht. Leipzig, 1861
- Beiträge zur Anatomie und Physiologie des Nerven- und Muskel-systems. Leipzig, 1863
- Der Gebrauch des Spektroskops. Leipzig, 1863
- Versuch einer Physiologischen Pathologie der Nerven. Leipzig, 1864
- Versuch einer Physiologischen Pathologie des Bluts und der Uebrigen Körpersäfte. Leipzig, 1866-1867